# 結奈
結奈（ゆいな、1991年7月6日 - ）は、日本の女子プロレスラー。

## 経歴

### 2015年
- 4月、REINAに入門。
- 10月26日、新木場1stRINGにて朱里とのエキシビションマッチでデビュー[3]。

### 2016年
- 1月31日、板橋グリーンホールにて成宮真希相手にデビュー戦を行った[4]。
- 7月24日、ワールド女子プロレス・ディアナに初参戦。唯我と対戦[5]。
- 8月21日、我闘雲舞に初参戦。さくらえみと対戦[6]。

### 2017年
- 5月18日、新木場1stRINGでの伊藤薫戦を最後に休業に入る[7]。
- 9月1日、REINAと名古屋ドリームガールズプロレスリングの2団体所属になることが発表される。
- 9月15日、練習生の野村沙恵とのエキシビジョンマッチで復帰。

### 2022年
- 10月1日、名古屋にリラクゼーションスペース「REINA DREAM FACTORY[8]」を開店。店長兼セラピストを務める。